# فم الضفدع السريلانكي
فم الضفدع السريلانكي (الاسم العلمي: Batrachostomus moniliger)، هو نوع من الطيور يتبع فصيلة فم الضفدع ضمن رتبة السبديات. يستوطن جنوب الهند وسريلانكا.